# Melitaea amardea
Melitaea amardea är en fjärilsart som beskrevs av Grum-grshimailo 1895. Melitaea amardea ingår i släktet Melitaea och familjen praktfjärilar. Inga underarter finns listade i Catalogue of Life.